# Єжи Анджеєвський
Анджеєвський Єжи (19 серпня 1909 , Варшава  — 19 квітня 1983 , Варшава ) — польський письменник, автор повістей на моральні теми, про післявоєнні політичні конфлікти («Попіл і діамант»), міф мистецтва у сучасній культурі («Йде, стрибаючи горами»), параболічні повісті («Ворота раю»), оповідання.

## Життєпис
Вивчав польську філологію в Варшавському Університеті. Дебютував 1932 року на сторінках журналу «АВС» з оповіданням Заради чийогось життя (пізніше Обмани). В 1936 році представив збірку оповідань Drogi nieuniknione в бібліотеці «Прямо з мосту», а популярність йому принесла повість Спокій серця, написана в 1938. В ті роки вважався представником літератури християнського напрямку. Мав зв'язок з середовищем націоналістичного журналу «Прямо з мосту», яке залишив, протестуючи проти статей антисемітського характеру.
В 1940—1944 рр. входив до культурного підпілля. Брав участь в допомозі євреям. Їх долям під час війни присвятив оповідання Wielki tydzień, вперше опубліковане в збірці Ніч (1945 р.), в якій прослідковуються і автобіографічні моменти, а на написання образу головної героїні його надихнули пригоди Ванди Вертенштейн — приятельки письменника.

## Особисте життя
Єжи Анджеєвський був геєм.

## Творчий доробок
- Aby pokój zwyciężył: szkice
- Apelacja
- Bramy raju
- Ciemności kryją ziemię
- Gra z cieniem
- Idzie skacząc po górach
- Intermezzo
- Już prawie nic
- Książka dla Marcina
- Ludzie i zdarzenia
- Ład serca
- Miazga
- Niby gaj
- Nikt
- Noc
- O człowieku radzieckim: szkice
- Partia i twórczość pisarza
- Popiół i diament
- Przed Sądem
- Święto Winkelrieda (z Jerzym Zagórskim)
- Teraz na ciebie zagłada
- Wojna skuteczna czyli opis bitew i potyczek z Zadufkami
- Z dnia na dzień — Dziennik literacki 1972-1979
- Złoty lis
- Cesarz Heliogabal (nieukończona i niepublikowana)

### Основні роботи
- Попіл і діамант (Popiół i diament, 1948)
- Темрява вкриває землю. (Ciemności kryją ziemię, 1955–1957)
- Ворота до раю. (Bramy raju, 1960)
- Йде, стрибає по горах. (Idzie skacząc po górach, 1962–1963)
- Апеляція. (Apelacja, 1967)
- Місиво. (Miazga, 1960–1970)
- Ніхто. (Nikt, 1981)

### Фільми за творами письменника
- Попіл і діамант (1958) (режисер — Анджей Вайда) Приз критики Венеціанського кінофестивалю 1959 р.
- Невинні чародії (1960) (режисер — Анджей Вайда).
- Ворота до раю (1968) (режисер — Анджей Вайда).
- Торквемада (за книгою «Темрява вкриває землю», режисер — Станіслав Барабас, 1989)
- Страстна Седмиця (1995) (режисер — Анджей Вайда)